# ダイアモンドダストが消えぬまに
『ダイアモンドダストが消えぬまに』（ダイアモンドダストがきえぬまに）は、松任谷由実（ユーミン）の19枚目のオリジナルアルバム。1987年12月5日に東芝EMIからリリースされた（CD：CT32-5060、LP：RT28-5060、CT：ZT28-5060）。1999年2月24日にLP盤のブックレットを復刻し、バーニー・グランドマンによるデジタルリマスタリングで音質が向上されたリマスタリングCD（TOCT-10652）とLP（TOJT-10652）をリリース。

## 解説
- サブタイトルが英語名で、『before the DIAMONDDUST fades...』となっている。
- 今作のレコーディングより、シンクラヴィアを本格的に導入した（初導入は1983年の『REINCARNATION』）。その後、1993年の『U-miz』までシンクラヴィアを使用したプロダクションが続いた。
- 今作を引っ提げて、1987年12月4日〜1988年6月9日、『DIAMOND DUST』全国コンサートツアーが行われた。
- 第30回日本レコード大賞優秀アルバム賞受賞。
- なお、今作から1997年の『Cowgirl Dreamin'』まで、10作連続でオリジナルアルバムミリオンセラーを達成している。
- また、今作から1990年の『天国のドア』まで、4年連続で年間正味売上が最も多かったアルバムに贈られる、日本ゴールドディスク大賞のグランプリ・アルバム賞を受賞している。
- 本作発売にあたり「TUXEDO RAIN」が非売品サンプル7インチシングル盤でシングル・カットされた（B面は「霧雨で見えない」、規格品番：PRT-1255）。

## 収録曲

### CD
| 全作詞・作曲: 松任谷由実、全編曲: 松任谷正隆。 |                                                                     |            |            |      |
| #                                              | タイトル                                                            | 作詞       | 作曲・編曲 | 時間 |
| 1.                                             | 「月曜日のロボット -A Robot On Monday-」                            | 松任谷由実 | 松任谷由実 | 4:31 |
| 2.                                             | 「ダイアモンドダストが消えぬまに -Before the Diamond Dust Fades…-」 | 松任谷由実 | 松任谷由実 | 4:38 |
| 3.                                             | 「思い出に間にあいたくて -Missin' the Train of Memories-」          | 松任谷由実 | 松任谷由実 | 4:04 |
| 4.                                             | 「SWEET DREAMS」                                                    | 松任谷由実 | 松任谷由実 | 4:03 |
| 5.                                             | 「TUXEDO RAIN」                                                     | 松任谷由実 | 松任谷由実 | 4:32 |
| 6.                                             | 「SATURDAY NIGHT ZOMBIES」                                          | 松任谷由実 | 松任谷由実 | 4:15 |
| 7.                                             | 「続 ガールフレンズ -Girlfriends Sequel-」                          | 松任谷由実 | 松任谷由実 | 3:54 |
| 8.                                             | 「ダイアモンドの街角 -The Spell of the Diamond Dust-」              | 松任谷由実 | 松任谷由実 | 4:39 |
| 9.                                             | 「LATE SUMMER LAKE」                                                | 松任谷由実 | 松任谷由実 | 4:22 |
| 10.                                            | 「霧雨で見えない -Blinded By the Drizzling Rain-」                  | 松任谷由実 | 松任谷由実 | 5:01 |

### 楽曲解説
1. 月曜日のロボット
  - イメージは半蔵門線永田町駅。[要出典]休み明けのOLの心情をロボットに喩えた曲。なお、当アルバムを引っ提げて行われたDIAMOND DUST TOURではオープニングで遠藤由美（ギター）、清水美恵（ベース）、高橋洋子（ドラムス）のコーラス三人による「女の子バンド」での演奏で歌唱された。また、ホールツアー後のアリーナ10公演（いわゆるスペシャル公演）では、美脚の女性ダンサー集団「ダイアモンドレッグス」によってアルバムジャケットを再現をした演出が当楽曲のみで行われた。2018～2019年のタイムマシーンツアーで当楽曲が歌唱された場合も、当時の再現として類似した演出が行われ、ダイアモンドレッグスを模した人形が登場した[注釈 2]。
2. ダイアモンドダストが消えぬまに
  - 三菱自動車「新型ミラージュ｣CMソング（1988年）。
  - 南半球でのクリスマスを描いた曲。この楽曲のダイアモンドダストとは気象現象のことではなく、2番の歌詞に登場するスパークリングワインの泡のことをさす。1番が恋人と2人のときのクリスマス、2番が1年後恋人と別れて1人で過ごすクリスマスと対になっている。
  - 2022年のベストアルバム『ユーミン万歳!』では2022 mixとして様々な変更が施された上で収録され、2024年に発売された同ベストのアナログ版にはベストのミックスとリマスタリングを手掛けたGOH HOTODAによって新たにリミックスされた「GOH HOTODA 2024 remix」が収録された。
3. 思い出に間にあいたくて
  - TBS系ドラマ23『涙日記』主題歌。2018年の自薦ベスト『ユーミンからの、恋のうた。』にも収録された。
  - 当時の新宿駅10番線（現在は14番線）ホーム・山手線内回り最終電車がイメージ。[要出典]
4. SWEET DREAMS
  - 22作目のシングル曲。三菱自動車「新型ミラージュ」CMソング（1987年）、東宝配給映画『波の数だけ抱きしめて』劇中歌。
  - 1991年に、自身の楽曲を元に制作されたドラマ『ルージュの伝言』（TBS系）第21話のモチーフとなった。
5. TUXEDO RAIN
  - 第一生命CMソング（1988年）。
  - どしゃ降りの雨の中の、誰も祝福してくれない2人だけの結婚式がテーマ。
  - 前述の通り、非売品サンプル7インチシングル盤でシングル・カット。
  - 2001年発売の自身35枚目のシングル「7 TRUTHS 7 LIES〜ヴァージンロードの彼方で」に、カップリングとしても収録されたほか、ベスト盤へは『ユーミンからの、恋のうた』で初収録となった。
  - 1998年のLEGEND OF THE ZUVUYA TOURではウェディングドレス姿で歌われた。
6. SATURDAY NIGHT ZOMBIES
  - 22枚目のシングルのB面。フジテレビ系『オレたちひょうきん族』1987年10月 - 1988年9月度エンディングテーマ（使用されているのは2番の歌詞）。
  - ユーミン本人が大変気に入っている曲で、ラジオでこの曲をかけた際には「ホントに良く出来た曲」とコメントしていた[1]。『ユーミンからの、恋のうた』にも収録されている。
  - 六本木にある実際のバーをモデルにした曲。[要出典]曲中に「BMW」の固有名詞が登場する。
7. 続　ガールフレンズ
  - アルバム『VOYAGER』収録の「ガールフレンズ」の続編。女友達の中で先に結婚していく仲間への応援歌。
8. ダイアモンドの街角
  - ロンドンをイメージした曲。[要出典]
9. LATE SUMMER LAKE
  - 過ぎ去りし夏の面影を歌った曲。
10. 霧雨で見えない
  - 三菱自動車「新型ミラージュ」CMソング（1988年）。
  - 1984年の麗美、ハイ・ファイ・セットへの提供曲の一つ。渋谷・並木橋の交差点をイメージ。[要出典]
  - 前述の通り、非売品サンプル7インチシングル盤でシングル・カット。
  - 2003年に、ピーボ・ブライソンがトリビュート・アルバム『OVER THE SKY: Yuming International Cover Album』でカバーした。

## 参加ミュージシャン
- キーボード：松任谷正隆
- ドラム：江口信夫（#1,#6）、John Robinson（#2,#3,#7,#10）
- ベース：Abraham Laboriel（#1,#5,#9,#10）
- ギター：松原正樹（#1〜#7,#10）、今剛（#9）
- パーカッション：斉藤ノブ
- サキソフォン：Jake H. Conception（#6,#10）
- コーラス：松任谷由実（#1,#5,#6,#8,#9）、桐ヶ谷仁（#2,#4,#10）、桐ヶ谷"Bobby"敏博（#2,#4,#10）、白鳥英美子、Leona、Kurara、Lilika（#3,#6,#7）
- シンクラヴィア・プログラミング : 武新吾